# Pfarrhaus Wangen an der Aare

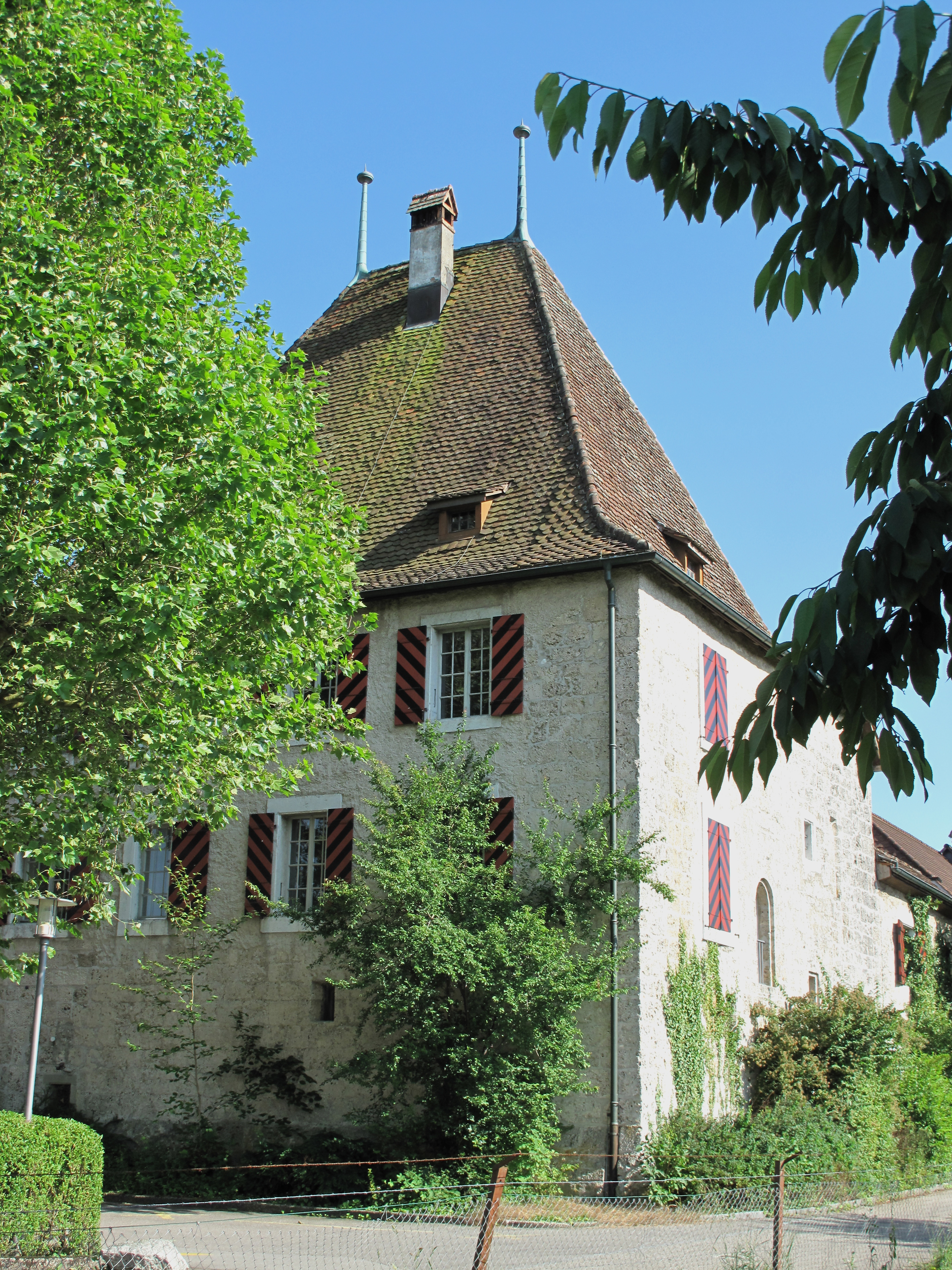
Pfarrhaus Wangen (2012)

Pfarrhaus Wangen, Aquatinta von Jakob Samuel Weibel (1825)

Das reformierte Pfarrhaus Wangen an der Aare ist ein geschütztes Bauwerk in Wangen an der Aare in der Schweiz.

## Geschichte
Die ältesten Teile des heutigen Pfarrhauses gehörten zum Eckturm der Stadtbefestigung aus der Zeit der Gründung Wangens in der Mitte des 13. Jahrhunderts. Nachdem die Propstei Wangen entweder im Guglerkrieg (1375) oder durch Bern im Burgdorferkrieg (1383) zerstört worden war, nutzte der Propst den Wehrturm bis zur Reformation (1528) als Konventsgebäude. Der ummauerte Hofbezirk diente als Freistatt, auch nach der Reformation. Johann Dietrich, der letzte Benediktinerpropst von Wangen wurde mit seiner Frau mit einem Leibgedinge in Bern abgefunden. Das ehemalige Konventshaus wurde 1574 als reformiertes Pfarrhaus eingerichtet. Aufgrund einer Bittschrift des Pfarrers Anton Herport liess der damalige Landvogt Beat Fischer das Pfarrhaus 1684 renovieren. Herport schrieb: Die Stuben mangeln stückweise vertäfelens, nicht zur Zierd, sondern nur die füechtigkeit des gemäurs zu hindern, damit ich nicht sampt den meinen die gsundheit einbüessen muss.
Am 30. September 2012 beschloss die Kirchgemeinde Wangen an der Aare den Kauf des Pfarrhauses.